# Casa di Rethel
L'origine della contea di Rethel, situata nelle Ardenne, non è nota.
Sembra che sia stato distaccata dalla contea di Porcien a beneficio di uno dei membri più giovani della famiglia. Diverse Case si succedettero alla guida della contea e le prime due presero il nome di Rethel.

## Prima Casa di Rethel
Le prime generazioni della famiglia non sono note con precisione. Fin dall'inizio la famiglia fu coinvolta nelle lotte d'influenza tra gli ultimi Carolingi, i Robertingi e gli Erbentingi e in particolare per la diocesi di Reims, contesa tra Ugo di Vermandois e Artaldo di Reims.
Sebbene cacciati da Reims dai Vermandois, Artalso e suo fratello Dudon combatterono contro Ugo di Vermandois e alla fine vinsero. Il primo conte di Rethel, Manasse I, era il nipote di Artaldo. Sembra che i primi membri della famiglia fossero procuratori dell'abbazia Saint-Rémy di Reims, proprietaria di Rethel, e che uno di questi procuratori acquistò importanza, si appropriò dei diritti dell'abbazia e venne nominato conte di Rethel.
Non si conoscono le alleanze dei suoi discendenti, ma le ipotesi avanzate dimostrano l'importanza della famiglia. In effetti:
- Manasse II sposò Dada, che una carta delle donazioni afferma essere parente del conte Oddo. Questo Oddo potrebbe essere identificato con Oddone II di Blois, conte potente della Champagne, perché possedeva le contee di Troyes, Meaux e Reims.
- questo stesso Manasse II potrebbe aver avuto una figlia sposata con il duca Goffredo il Barbuto.
- Manasse III sposò Giuditta che è di Roucy (alleata dei Capetingi, dei duchi d'Aquitania e dei conti di Borgogna), o di Boulogne, o della Bassa Lotaringia.
- Ugo I sposò Melisenda di Montlhéry, figlia di Guido I di Montlhéry, una potente stirpe dell'Ile-de-France che diede filo da torcere ai primi re capetingi, prima che Luigi VI il Grosso li sottomettesse. Le diverse alleanze di Montlhéry furono all'origine di un'importante rete di cavalieri crociati, che rivelò la sua importanza alla generazione successiva.

In effetti, il personaggio più noto di questa Casa è Baudouin di Bourcq, che partecipò alla Prima Crociata. Alleato dei duchi della Bassa Lotaringia, fu cugino di Goffredo di Buglione e di Baldovino di Boulogne e, alla morte di quest'ultimo, ereditò il regno di Gerusalemme. Era sostenuto da molti dei suoi cugini, discendenti delle donne di Montlhéry: Ugo di Jaffa, Joscelin de Courtenay.

## Seconda Casa di Rethel
La prima casata di Rethel si estinse con Baldovino II, morto in Terra santa nel 1131. Suo fratello Gervaso era morto pochi anni prima, nel 1124, e la contea era passata alla sorella Matilde, sposata con Odo di Vitry, che fondò così la seconda casa di Rethel.
La Fondazione di genealogia medievale indica Odo di Vitry come figlio di Andrea I di Vitry, e Agnese di Mortain, ma probabilmente c'è stata confusione tra Vitré (in Bretagna, perché in realtà è André de Vitré) e Vitry (in Champagne).
Gunther di Rethel, figlio di Odo e Matilde, sposò una figlia di un conte di Namur, ma le alleanze dei suoi successori sono meno brillanti e si collocano prevalentemente tra la nobiltà locale. La famiglia si divise poi in due rami, uno deteneva Rethel e l'altro Vitry. Entrambi i rami si estinsero nel XIII secolo.

## Stemma

Stemma della città di Rethel

Nel XII secolo, come la maggior parte dei nobili, i conti di Rethel scelsero stemmi e adottarono armi parlanti: di rosso con due teste di rastrello d'oro, una sull'altra. Questa forma a due teste di rastrello è attestata in diversi documenti e lo scudo a tre teste di rastrello, successivamente adottato dalla città di Rethel, compare solo marginalmente in documenti di epoca medievale.

## Fonti
- (EN) Foundation for Medieval Genealogy: Comtes de Rethel
- (FR) Armorial de J.B. RIETSTAP